# PrivatAir

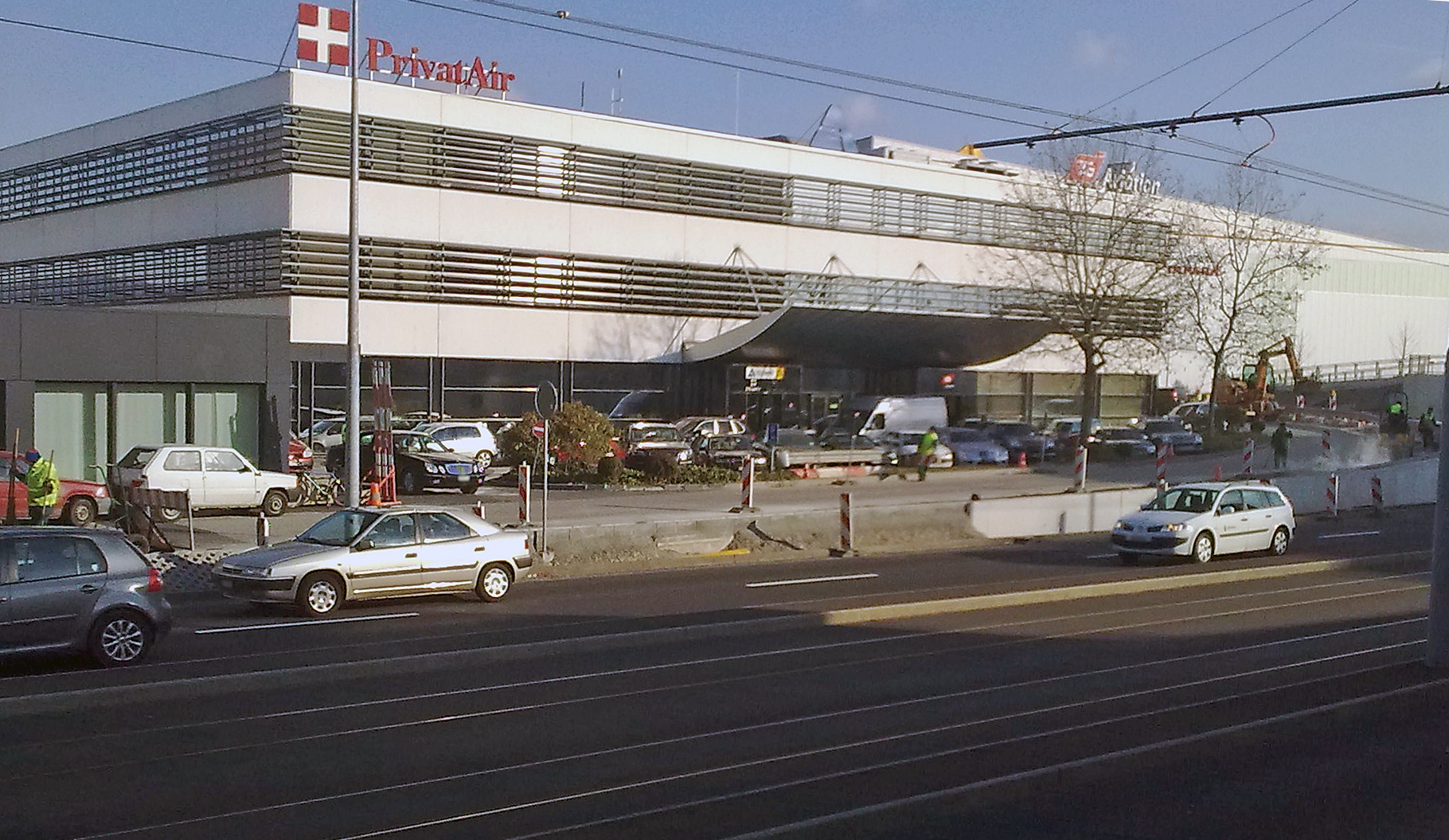
Штаб-квартира авиакомпании PrivatAir

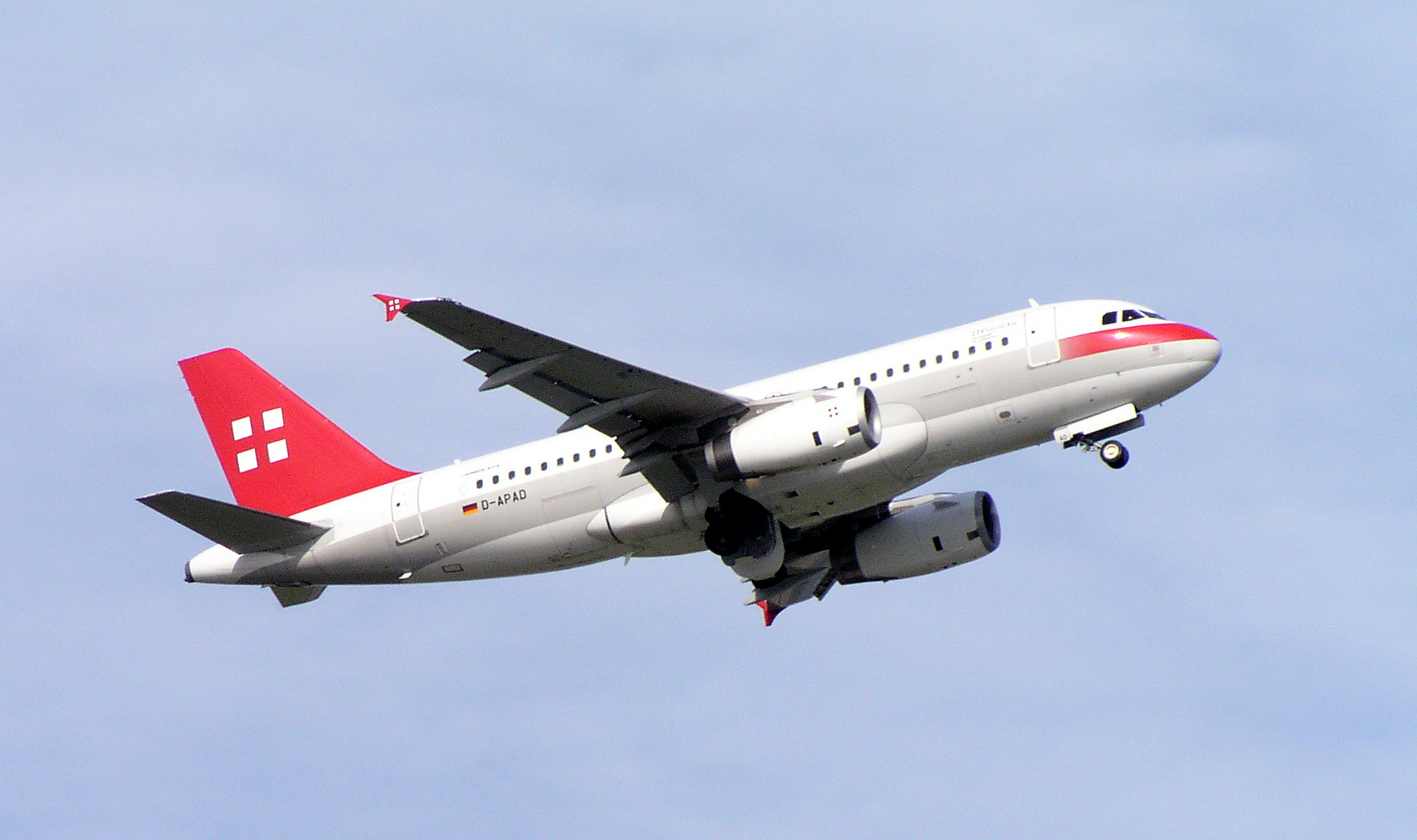
Airbus A319 авиакомпании Airbus A319-100LR Privatair D-APAD.jpg на взлёте из аэропорта Дюссельдорф

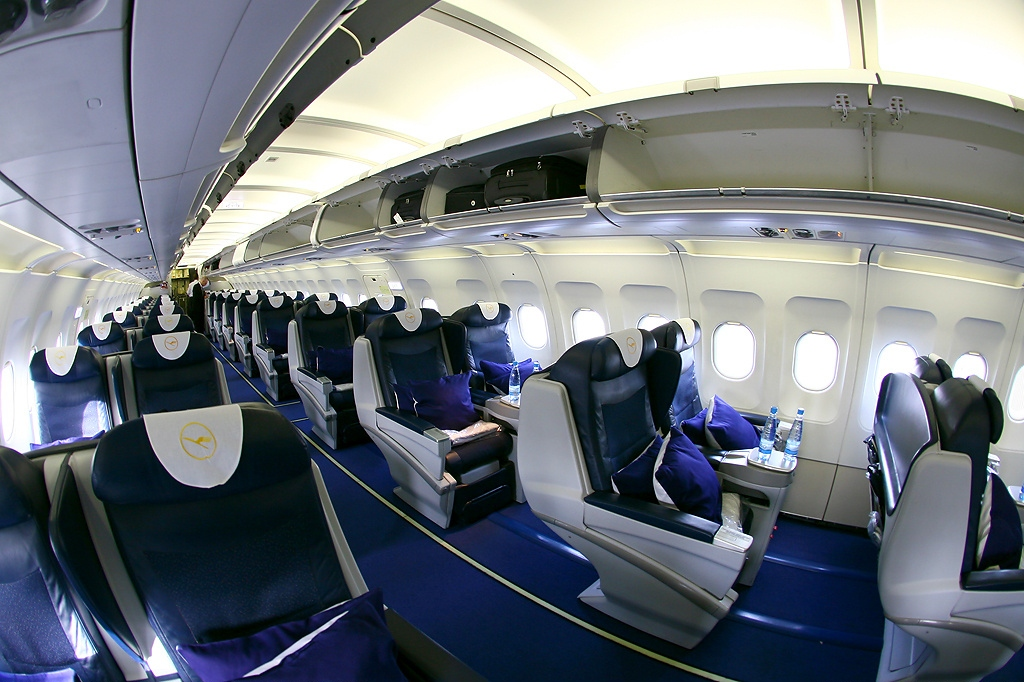
Салон Airbus A319 авиакомпании. Самолёт работает под контрактом с Lufthansa

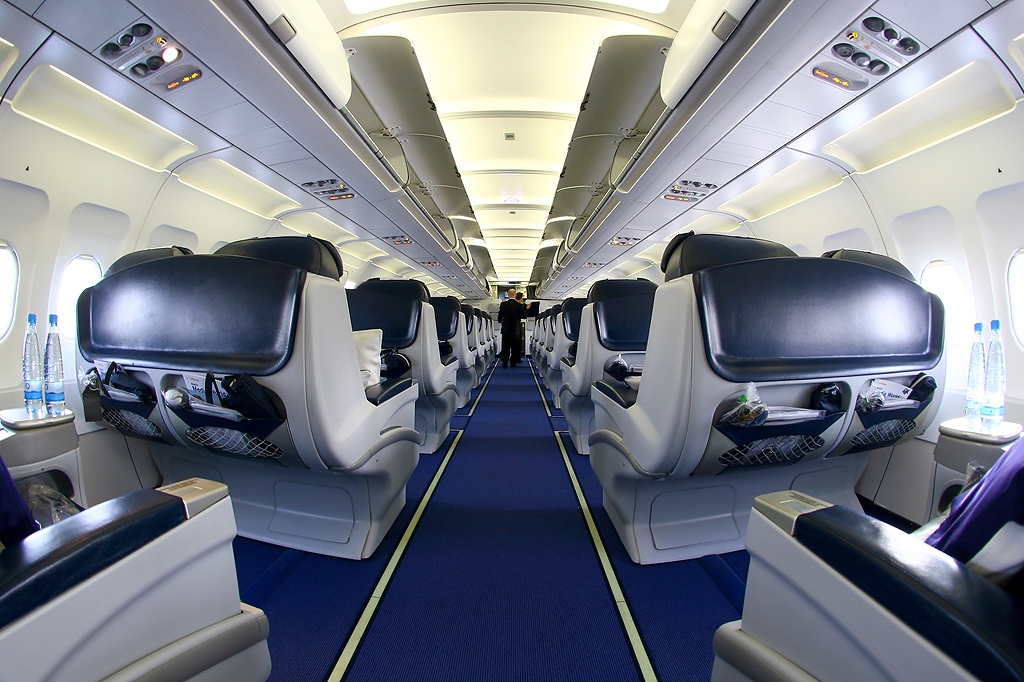
Салон Airbus A319 авиакомпании. Самолёт работает под контрактом с Lufthansa

PrivatAir — упразднённая швейцарская авиакомпания со штаб-квартирой в коммуне Мерен, работавшая в сфере бизнес-перевозок по собственным регулярным маршрутам и по контрактам с другими авиакомпаниями.
Портом приписки перевозчика и его главным транзитным узлом (хабом) являлся международный аэропорт Женевы, в качестве других хабов использовались аэропорт Франкфурт (для рейсов по контракту с Lufthansa) и браззавильский аэропорт Майя-Майя (для рейсов по контракту с ECAir).

## История
Авиакомпания была основана в 1977 году в качестве подразделения группы компаний греческого миллиардера Янниса Лациса. В 1995 году PrivatAir получила швейцарский сертификат эксплуатанта.
В марте 2001 года была образована управляющая компания «PrivatAir Group», и в том же месяце авиакомпания получила права ETOPS и Федерального управления гражданской авиации США на выполнение пассажирских рейсов между Швейцарией и США в качестве назначенного перевозчика в рамках «Соглашения об открытом небе». Данные разрешения давали права на неограниченное число рейсов между странами через Атлантический и Тихий океаны, и PrivatAir являлась единственной чартерной авиакомпанией в мире, которая получила такие права.
В феврале 2002 года PrivatAir завершила строительство собственного частного терминала в женевском аэропорту и перенесла туда свою штаб-квартиру. Новое здание терминала C3 является совместным проектом между авиакомпанией и аэропортом и в настоящее время предоставляет полным спектр услуг по обслуживанию VIP-пассажиров PrivatAir. В мае 2003 года перевозчик и Swissport сформировали новую совместную компанию «PrivatPort» для управления терминалом C3.
В октябре 2003 года немецкое дочернее подразделение «PrivatAir Germany GmbH» со штаб-квартирой в Дюссельдорфе получило от властей Германии официальное разрешение на работу в стране.
PrivatAir имела контракты на регулярные VIP-перевозки со следующими авиакомпаниями:
- Lufthansa — с июня 2002 года по настоящее время
- Equatorial Congo Airlines (EC Air) — с сентября 2011 по настоящее время
- SWISS — с января 2005 по март 2012 года
- KLM — с октября 2005 по октябрь 2011 года
- Gulf Air — с марта 2011 по июнь 2012 года.

В октября 2018 года германские авиационные власти отозвали лицензии дочерних предприятий PrivatAir, а 5 декабря того же года PrivatAir объявила о завершении всей операционной деятельности

## Маршрутная сеть
В январе 2014 года авиакомпания PrivatAir выполняла регулярные пассажирские рейсы по следующим аэропортам:

### По контракту сECAir
- Браззавиль — аэропорт Майя-Майя — хаб
- Котону — аэропорт Каджехоун
- Дуала — аэропорт Дуала
- Дубай — международный аэропорт Дубай[10]
- Ойо — аэролпорт Ойо/Олломбо
- Париж — аэропорт имени Шарля-де-Голля
- Пуэнт-Нуар — аэропорт Пуэнт-Нуар

### По контракту сLufthansa
- Даммам — международный аэропорт имени короля Фахда
- Франкфурт-на-Майне — международный аэропорт Франкфурт — хаб
- Пуна — международный аэропорт Пуна

### По контракту сScandinavian Airlines
С 20 августа 2014 года:
- Ставангер — аэропорт Ставангер
- Хьюстон — международный аэропорт Хьюстон Интерконтинентал

## Флот

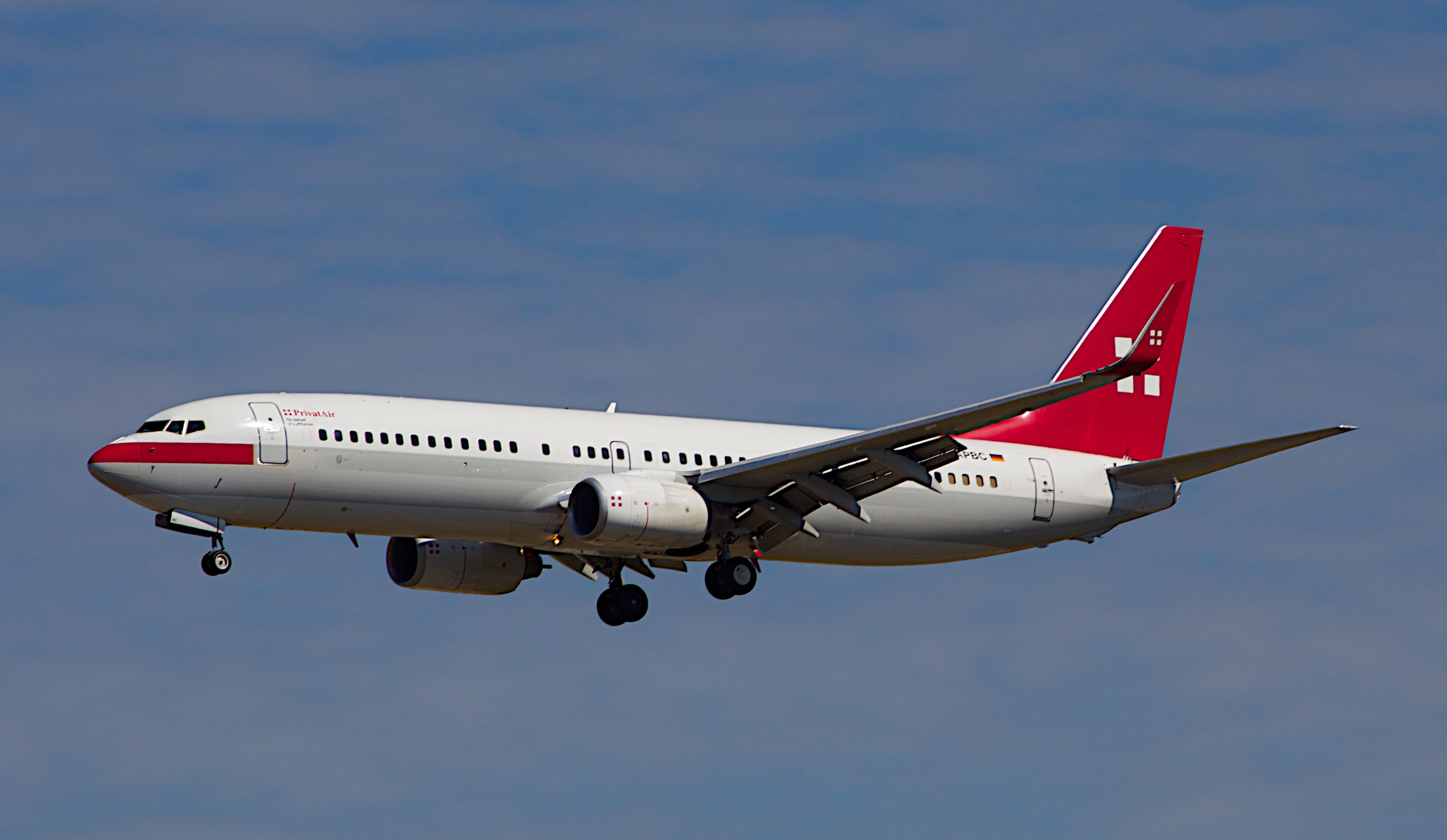
Boeing 737-800 авиакомпании PrivatAir

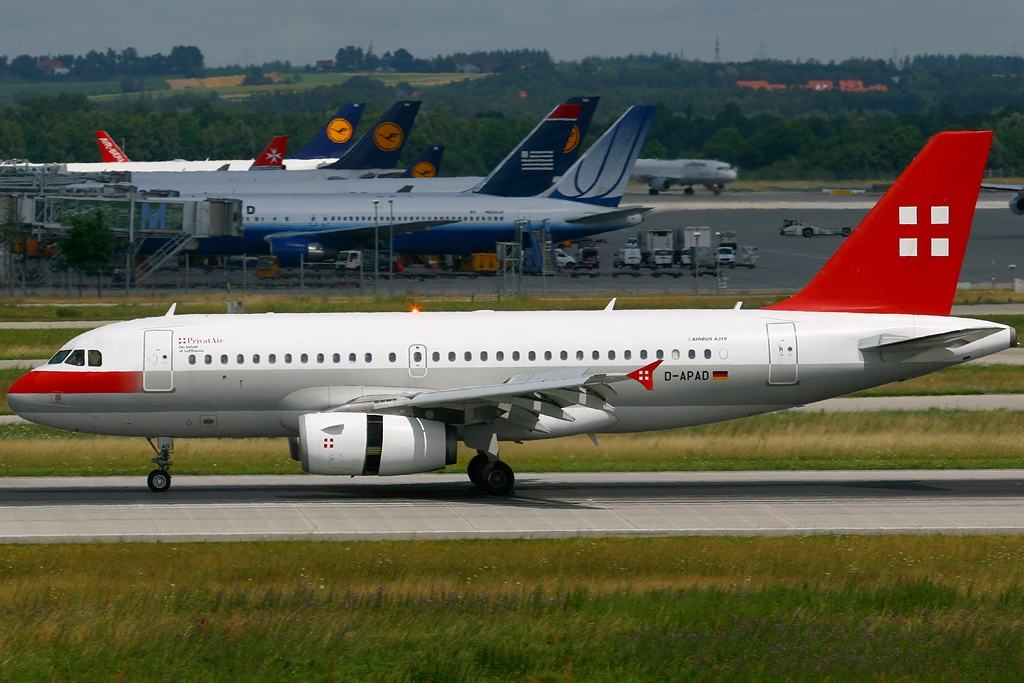
Airbus A319 авиакомпании PrivatAir в аэропорту Мюнхена

В январе 2014 года воздушный флот авиакомпании PrivatAir составляли следующие самолёты средним возрастом в 15 лет:
| Тип самолёта     | В эксплуатации | Заказано | Пассажирских мест     | Пассажирских мест     | Пассажирских мест     | Пассажирских мест     | Примечания               |
| Тип самолёта     | В эксплуатации | Заказано | Первый класс          | Бизнес-класс          | Экономкласс           | Всего                 | Примечания               |
| ---------------- | -------------- | -------- | --------------------- | --------------------- | --------------------- | --------------------- | ------------------------ |
| Boeing 737-300   | 2              | —        | 0                     | 12                    | 108                   | 120                   | по контракту с EC Air    |
| Boeing 737 BBJ1  | 1              | —        | 0                     | 44                    | 0                     | 44                    |                          |
| Boeing 737 BBJ2  | 1              | —        | 0                     | 32                    | 60                    | 92                    | по контракту с Lufthansa |
| Boeing 757-200   | 2              | —        | 0                     | 16                    | 132                   | 148                   | по контракту с EC Air    |
| Boeing 787-8     | —              | 2        | Будет объявлено позже | Будет объявлено позже | Будет объявлено позже | Будет объявлено позже | Будет объявлено позже    |
| Bombardier CS100 | —              | 5        | 0                     | Будет объявлено позже | 0                     | Будет объявлено позже | ещё 5 самолётов — опцион |
| Всего            | 8              | 7        |                       |                       |                       |                       |                          |